# 烏爾巴諾一世
聖烏爾巴諾一世（拉丁語：Sanctus Urbanus PP. I；？—230年8月21日），222年－230年在位為教宗，出生於羅馬。在德国和阿尔萨斯地区，他被作为葡萄采收及葡萄酒的主保圣人崇拜。

## 譯名列表
- 烏爾巴諾：梵蒂冈广播电台，天主教香港教區禮儀委員會：禧年專頁 （页面存档备份，存于）作烏爾巴諾。
- 伍朋：香港天主教教區檔案　歷任教宗作伍朋。
- 烏爾班：《大英簡明百科知識庫》2005年版[永久]作烏爾班。
- 烏爾班、烏爾萬、於爾邦、厄本：《世界人名翻譯大辭典》1993年版作烏爾班、烏爾萬、於爾邦、厄本。

| 天主教會職銜            | 天主教會職銜               | 天主教會職銜      |
| ----------------------- | -------------------------- | ----------------- |
| 前任者： 教宗加理多一世 | 罗马主教 教宗 222年－230年 | 繼任者： 教宗彭謙 |